# Englerina lecardii
Englerina lecardii là một loài thực vật có hoa trong họ Loranthaceae. Loài này được (Engl.) Balle mô tả khoa học đầu tiên năm 1956.